# Kirby Puckett
Kirby Puckett (Chicago, Illinois, 14 de marzo de 1960 - Phoenix, Arizona, 6 de marzo de 2006) fue un beisbolista de las Grandes Ligas de los Estados Unidos. Jugó toda su carrera profesional para los Minnesota Twins con quienes logró dos títulos de Series Mundiales. Es considerado el pelotero más popular en la historia de este club.

## Inicios
Los años previos a su entrada a las mayores (1982 y 1983) Puckett fue elegido como novato del año en las ligas menores donde militó. Justo en su debut como profesional, en su primer juego, bateó nada menos que cuatro hits y, al final de temporada, fue también seleccionado como novato del año en su equipo. Fue hasta el siguiente año (1985) que logró su primer cuadrangular de un total de 4 en todo el período. Pero, en 1986, llegó a los 31.

## Apogeo
Puckett, pelotero de cuerpo rollizo, obtuvo en 1986 su primer Guante de Oro —de cuatro consecutivos— en la posición de jardinero. La siguiente temporada llegó con su equipo a la Serie Mundial frente a los St. Louis Cardinals, ganada en siete juegos con un excelente desempeño a la ofensiva de .357. Pero fue en 1988 que tuvo su mejores números al bate, en temporada completa, con un .356 de average con 234 hits y 121 carreras impulsadas. Sin embargo, fue hasta 1989 que conquistó su primer título de bateo por la Liga Americana (.339). El segundo campeonato del club llegó en 1991 cuando los Twins enfrentaron a los Atlanta Braves. Con su equipo perdiendo la serie 2-3, Pucket tuvo un brillante sexto juego que ayudó a los de Minnesota a empatar las victorias por club.

## Últimos años en las mayores y deceso
Puckett no bajó sus números a la ofensiva en los siguientes  años. En la acortada temporada de 1994, debido a la huelga, consiguió un .312 a la ofensiva y 112 carreras impulsadas. En 1995, su última temporada, llegó a .314. En el periodo de 1986  a 1995 fue el pelotero con más hits de la liga (1.940). En cuanto a sus números a la defensiva, tuvo un inmejorable porcentaje de fildeo de .989. En 1996 el empeoramiento de una visión borrosa, debido al glaucoma, le impidió continuar en el béisbol. Fue ingresado al Salón de la Fama en 2001. Fue, hasta ese momento, el tercer jugador más joven en conseguirlo, después de Sandy Koufax y Lou Gehrig. Murió a los 45 años debido a un derrame cerebral.